# Rally de Montecarlo de 2012
El Rally de Montecarlo de 2012 fue la 80.ª edición del rally y la primera ronda de la Temporada 2012 del Campeonato Mundial de Rally. Significó el regreso de la prueba al mundial, dado que las últimas tres ediciones había sido puntuable para el IRC. Se disputó del 18 al 22 de enero y contó con 18 tramos, disputados entre el miércoles 18 y el domingo 22 de enero, sumando un total de 433 km cronometrados. El vencedor fue Sébastien Loeb que logró así, su sexta victoria en la prueba monegasca.
En el cuarto tramo el finlandés Jari-Matti Latvala que se situaba líder de la general sufrió un vuelco que lo obligó a abandonar, cediendo el liderato a Loeb que lo conservaría hasta el final. Segundo fue Dani Sordo, que se peleó hasta el último tramo con Petter Solberg que finalmente terminó tercero por detrás del español y a pesar de lograr más scratchs que su rival.
El francés Sebastien Ogier, ganador de la edición de 2009, que pilotaba un Škoda Fabia S2000 y que se situaba sexto en el noveno tramo, sufrió un fuerte accidente que lo obligó a abandonar y donde su copiloto Julien Ingrassia se lesionó el brazo derecho aunque sin graves consecuencias.
En la categoría SWRC venció Craig Breen y en el PWRC el polaco Michał Kościuszko.

## Itinerario y ganadores
| Día                 | Tramo | Hora  | Tramo                                              | Distancia | Ganador            | Tiempo  | Vel. media  | Líder rally        |
| ------------------- | ----- | ----- | -------------------------------------------------- | --------- | ------------------ | ------- | ----------- | ------------------ |
| Día 1 (18 de enero) | SS1   | 9:03  | Le Moulinon – Antraigues 1                         | 36.87 km  | Sébastien Loeb     | 24:04.0 | 91.92 km/h  | Sébastien Loeb     |
| Día 1 (18 de enero) | SS2   | 10:21 | Burzet – St Martial 1                              | 30.48 km  | Jari-Matti Latvala | 21:28.2 | 85.18 km/h  | Jari-Matti Latvala |
| Día 1 (18 de enero) | SS3   | 14:21 | Le Moulinon – Antraigues 2                         | 36.87 km  | Sébastien Loeb     | 23:47.0 | 93.01 km/h  | Jari-Matti Latvala |
| Día 1 (18 de enero) | SS4   | 16:20 | Burzet – St Martial 2                              | 30.48 km  | Sébastien Loeb     | 20:18.2 | 90.07 km/h  | Sébastien Loeb     |
| Día 2 (19 de enero) | SS5   | 9:33  | Labatie D'Andaure – Lalouvesc 1                    | 19.00 km  | Sébastien Loeb     | 11:22.5 | 100.22 km/h | Sébastien Loeb     |
| Día 2 (19 de enero) | SS6   | 10:14 | St. Bonnet – St. Julien Molhesabate – St. Bonnet 1 | 25.22 km  | Sébastien Loeb     | 12:37.7 | 119.83 km/h | Sébastien Loeb     |
| Día 2 (19 de enero) | SS7   | 11:37 | Lamastre – Gilhoc – Alboussière 1                  | 21.66 km  | Sébastien Loeb     | 13:41.8 | 94.88 km/h  | Sébastien Loeb     |
| Día 2 (19 de enero) | SS8   | 14:50 | Labatie D'Andaure – Lalouvesc 2                    | 19.00 km  | Dani Sordo         | 11:14.9 | 101.35 km/h | Sébastien Loeb     |
| Día 2 (19 de enero) | SS9   | 15:31 | St. Bonnet – St. Julien Molhesabate – St. Bonnet 2 | 25.22 km  | Sébastien Loeb     | 12:29.6 | 121.12 km/h | Sébastien Loeb     |
| Día 2 (19 de enero) | SS10  | 16:54 | Lamastre – Gilhoc – Alboussière 2                  | 21.66 km  | Sébastien Loeb     | 14:00.6 | 92.76 km/h  | Sébastien Loeb     |
| Día 3 (20 de enero) | SS11  | 10:02 | St-Jean-en-Royans – Font d'Urle                    | 23.28 km  | Petter Solberg     | 12:08.6 | 115.03 km/h | Sébastien Loeb     |
| Día 3 (20 de enero) | SS12  | 10:43 | Cimetiere de Vassieux – Col de Gaudissart          | 24.13 km  | Mikko Hirvonen     | 15:47.7 | 91.66 km/h  | Sébastien Loeb     |
| Día 3 (20 de enero) | SS13  | 15:11 | Montauban-sur-l'Ouvèze – Eygalayes                 | 29.89 km  | Mikko Hirvonen     | 17:08.7 | 104.60 km/h | Sébastien Loeb     |
| Día 4 (21 de enero) | SS14  | 15:11 | Moulinet – La Bollène Vésubie 1                    | 23.41 km  | Mikko Hirvonen     | 15:38.4 | 89.81 km/h  | Sébastien Loeb     |
| Día 4 (21 de enero) | SS15  | 15:54 | Lantosque – Lucéram 1                              | 18.81 km  | Petter Solberg     | 12:57.0 | 87.15 km/h  | Sébastien Loeb     |
| Día 4 (21 de enero) | SS16  | 19:34 | Moulinet – La Bollène Vésubie 2                    | 23.41 km  | Petter Solberg     | 15:45.5 | 89.13 km/h  | Sébastien Loeb     |
| Día 4 (21 de enero) | SS17  | 21:17 | Lantosque – Lucéram 2                              | 18.81 km  | Petter Solberg     | 13:05.8 | 86.17 km/h  | Sébastien Loeb     |
| Día 5 (22 de enero) | SS18  | 10:11 | Ste Agnès – Col de la Madone (Power stage)         | 5.16 km   | Sébastien Loeb     | 3:27.8  | 89.39 km/h  | Sébastien Loeb     |

### Powerstage
- El último tramo del rally, Ste Agnès – Col de la Madone, era el Powerstage, donde venció Loeb, seguido de Hirvonen y tercero Novikov, sumando 3 puntos extras el primero, 2 el segundo y uno el tercero.

| Pos | Piloto         | Tiempo | Diferencia | Velocidad media | Puntos |
| --- | -------------- | ------ | ---------- | --------------- | ------ |
| 1   | Sébastien Loeb | 3:27.8 | 0.0        | 89.39 km/h      | 3      |
| 2   | Mikko Hirvonen | 3:29.0 | +1.2       | 88.88 km/h      | 2      |
| 3   | Evgeny Novikov | 3:30.4 | +2.6       | 88.29 km/h      | 1      |

- Referencias[6]

## Clasificación final

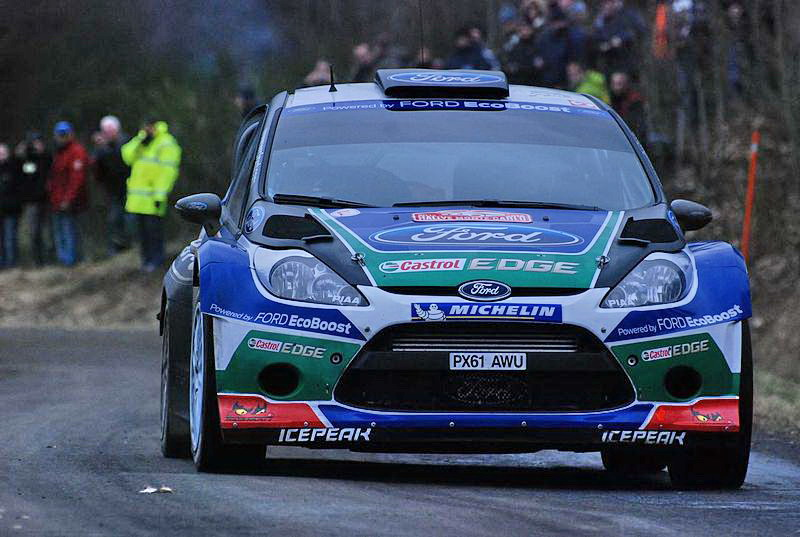
Petter Solberg que se estrenaba con el Ford Fiesta WRC, ganó cuatro tramos pero no le bastó para superar a Dani Sordo y finalizó tercero.

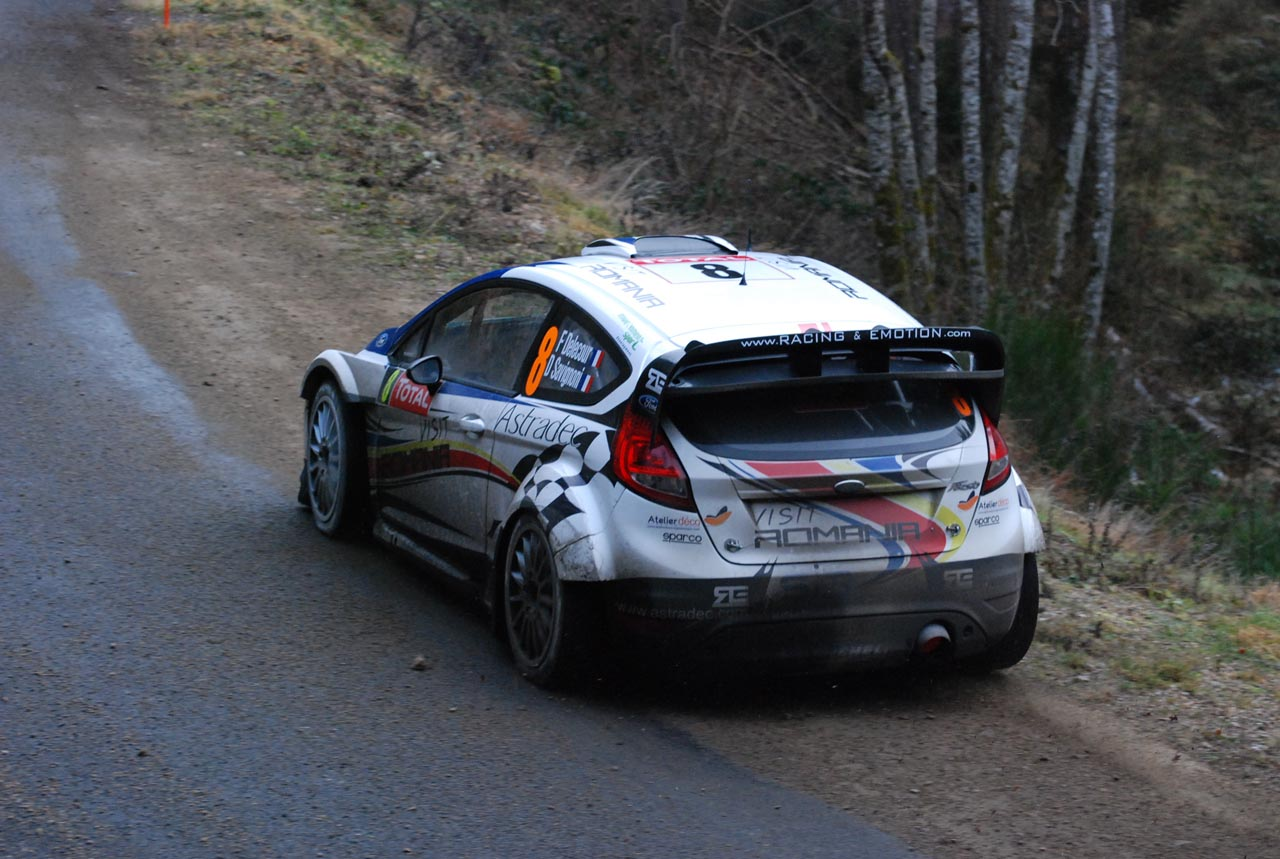
El Montecarlo supuso el regreso de François Delecour al mundial, que no competía desde 2002 y que finalizó en sexta posición.

- En total 54 participantes finalizaron, 28 se retiraron y 3 no tomaron salida.[7]

| Pos.     | Piloto            | Copiloto            | Automóvil                  | Tiempo    | Diferencia | Puntos  |
| General  | General           | General             | General                    | General   | General    | General |
| -------- | ----------------- | ------------------- | -------------------------- | --------- | ---------- | ------- |
| 1.       | Sébastien Loeb    | Daniel Elena        | Citroën DS3 WRC            | 4:32:39.9 | 0.0        | 25+3    |
| 2.       | Dani Sordo        | Carlos del Barrio   | Mini John Cooper Works WRC | 4:35:25.4 | 2:45.5     | 18      |
| 3.       | Petter Solberg    | Chris Patterson     | Ford Fiesta RS WRC         | 4:35:54.1 | 3:14.2     | 15      |
| 4.       | Mikko Hirvonen    | Jarmo Lehtinen      | Citroën DS3 WRC            | 4:36:46.7 | 4:06.8     | 12+2    |
| 5.       | Evgeny Novikov    | Denis Giraudet      | Ford Fiesta RS WRC         | 4:38:43.3 | 6:03.4     | 10+1    |
| 6.       | François Delecour | Dominique Savignoni | Ford Fiesta RS WRC         | 4:40:27.8 | 7:47.9     | 8       |
| 7.       | Pierre Campana    | Sabrina de Castelli | Mini John Cooper Works WRC | 4:41:11.3 | 8:31.4     | 6       |
| 8.       | Ott Tänak         | Kuldar Sikk         | Ford Fiesta RS WRC         | 4:43:14.5 | 10:34.6    | 4       |
| 9.       | Martin Prokop     | Zdeněk Hrůza        | Ford Fiesta RS WRC         | 4:48:50.6 | 16:10.7    | 2       |
| 10.      | Armindo Araújo    | Miguel Ramalho      | Mini John Cooper Works WRC | 4:48:56.5 | 16:16.6    | 1       |
| SWRC     |                   |                     |                            |           |            |         |
| 1. (14.) | Craig Breen       | Gareth Roberts      | Ford Fiesta S2000          | 4:57:06.2 | 0.0        | 25      |
| 2. (15.) | Bryan Bouffier    | Xavier Panseri      | Peugeot 207 S2000          | 5:00:05.3 | 2:59.1     | 18      |
| PWRC     |                   |                     |                            |           |            |         |
| 1. (30.) | Michał Kościuszko | Maciek Szczepaniak  | Mitsubishi Lancer Evo X    | 5:35:14.8 | 0.0        | 25      |
| 2. (54.) | Louise Cook       | Stefan Davis        | Ford Fiesta ST             | 7:02:39.6 | 1:27:24.8  | 18      |